# 伊藤孝恵
伊藤 孝恵（いとう たかえ、1975年6月30日 - ）は、日本の政治家。国民民主党所属の参議院議員（2期）、同党広報委員長、参議院国会対策委員長、選挙対策委員長代理。

## 来歴

### 生い立ち
愛知県名古屋市生まれ。父は名古屋市出身、母は岐阜県下呂市出身。父親は株式会社丸栄の従業員だった。幼少期の6年間は愛知県名古屋市守山区に住み、6歳からは愛知県犬山市在住。犬山市立犬山北小学校、金城学院中学校・高等学校、金城学院大学文学部国文学科卒業後、1998年4月テレビ大阪入社、営業配属を経て報道へ異動。大阪府警察記者クラブで事件や事故を取材するかたわら、ニート問題を取りあげたドキュメンタリー番組を制作し、第1回TXNドキュメンタリー大賞を受賞した。
2006年1月に株式会社資生堂、同年7月に株式会社リクルート入社。
2013年9月、金城学院大学文学部日本語日本文化学科で非常勤講師に着任。

### 2016年参議院議員選挙
2015年、民主党の候補者公募のウェブサイトに書かれた山尾志桜里の「（政治家は）子どもたちの未来をつくることができる」という言葉に感銘を受けて応募した。山尾は候補者選定の際に面接官を務め、伊藤を推挙した。
改選数が3人から4人へ増えた愛知県選挙区で、民主党は現職の斎藤嘉隆を推すか2人目を擁立するか長い間逡巡した。2016年1月15日に選対委員長の玄葉光一郎は名古屋で、連合愛知会長の土肥和則に伊藤を含む候補者数名の名前を告げた。土肥は早くから2人を擁立する方針であり、1月27日に党本部は伊藤擁立を決定する。2月24日に伊藤は正式に立候補を表明するが、党公認ではなく推薦であった。3月27日に民主党と維新の党が合流し民進党が結成される。
2016年6月22日に第24回参議院議員通常選挙が公示されると、定数4人の愛知県選挙区から民進党公認で立候補。日本で初めて勤務先で育休を取得中の立候補で、批判を受けた。公示直前の段階で、党県連代表の大塚耕平と県連選対委員長の古川元久は「連合愛知から見込める組織票は斎藤嘉隆の4分の1、10万票ほど。それを合わせて現状ではせいぜい20数万票」と見ていた。メディアの報道では、連合愛知は組合員の約8割を斎藤に、約2割を伊藤の支援に割り振ったとされる。岡田克也代表や枝野幸男幹事長らが連日応援に入り、大塚らは、組織票を固める「地上戦」は斎藤に任せ、街頭などで浮動票を狙う「空中戦」に重点を置いた。玄葉光一郎党本部選対委員長は、7月5日夜の総決起集会で「共産党新人の須山初美に2～3万票負けている」とする調査結果を明かして奮起を促した。
同年7月10日、投開票。得票数519,510票の順位4位で初当選した。

### 初当選後
2017年10月27日、民進党代表の前原誠司が、同月の衆院選で党を分裂させる形で戦う原因をつくったことについて陳謝し、引責辞任を正式に表明。前原の辞任に伴う代表選挙（10月31日実施）では大塚耕平の推薦人に名を連ねた。
2018年5月7日に、民進党と希望の党が合流した国民民主党に参加した。
立憲民主党と国民民主党が解党して設立する（新）立憲民主党に参加せず、党代表の玉木雄一郎らが新規に結党する（新）国民民主党に加わると、2020年9月4日に地元紙が報道した。国民民主党では役員室長兼総務局長に就任。9月16日召集の第202回国会首相指名選挙で、無所属の寺田静から一票を得た。山東昭子議長が伊藤の名を読み上げると、議場から「自分で入れたのか」「記録に残るのに何をやっているんだ」とやじが飛び交った。指名選挙後に寺田は「同世代の女性で同じ問題意識を共有している伊藤孝恵さんに、日本を変えていただきたいとの思いがあり、投票をした」と答えた。2021年10月4日の第205回国会、2021年11月10日第206回国会、2024年10月1日の第214回国会、2024年11月11日第215回国会における首班指名においても伊藤は寺田から1票を得ている。
12月8日に国民民主党の代表選が告示され、伊藤と玉木が立候補を届け出た。伊藤は「代表選を無投票でシャンシャンと終わらせることはできない。国民の政策や方向性を伝えていく代表選にしたい」「ほかに手を挙げる人がいれば、（自身は）手を下げる準備をしていた」と述べた。18日の投開票で、国会議員票は両者同数だが地方議員と党員票は大差で玉木に敗れた。同月23日に行われた両院議員総会で党副代表就任が決定、了承された。

### 2022年参議院議員選挙
2021年10月の衆院選で、トヨタ労組出身の愛知11区の古本伸一郎が衆議院解散日に不出馬を表明し、激震が走った。全トヨタ労働組合連合会はカーボンニュートラルへの対応などを念頭に、自民党との対立を回避したい意向を示した。
自民はこの全トヨタ労連の動きを最大限利用し、旧民主系の支持層を取り込もうと目論む。2022年6月17日、岸田文雄首相はトヨタ自動車元町工場を視察。立憲民主党、国民民主党の陣営は「労組票の切り崩しか」と色めき立った。官邸は「首相としての公務」と説明したが、トヨタ系部品メーカーは、深刻に訪問の意味を勘繰った。 全トヨタ労連傘下の労組幹部は、「部品メーカー側には『この選挙でトヨタは労使で与党についた』と見えた。そのため部品メーカー単組は伊藤や比例の濱口誠を応援しづらくなった」と明かした。
同年6月22日、参議院議員選挙が公示される。連合愛知は、自動車や電機など民間労組を中心に約7割を伊藤に割り振った。立憲の斎藤嘉隆への割り振りは、官公労を中心に約3割にとどまった。6年前の選挙で斎藤を支援した全トヨタ労連は伊藤の支援に回ることになったが、組合員に新しい名前を覚えてもらうための活動は苦労が伴ったという。
労組の動きは鈍く、選挙戦に入っても「全トが全然、動いていない」との声がやまなかった。陣営の地方議員は「本音では比例も選挙区も落としても構わないと思ってないか。誰もいなくなれば、組合も自民に推薦を出せるようになるし」と自嘲気味に語った。期日前投票の各種出口調査では、伊藤の票の出方が豊田市で周辺より出遅れていることが判明。伊藤を支援していた大村秀章知事は業を煮やし、自ら全トヨタ労連に応援を要請し始めた。 
各社の情勢調査は、日本維新の会・減税日本共同公認の広沢一郎と伊藤を「4番手、5番手」とするものがほとんどであった。選挙序盤から「広沢やや先行、伊藤追う」（朝日新聞）、「激しく競り合う」（毎日新聞）、「横一線」（産経新聞）などの報道が続いた。しかし広沢陣営にも悩みの種があった。愛知5区を地盤とする日本維新の会衆議院議員の岬麻紀の経歴詐称問題がこの年の5月に発覚。党代表の松井一郎が、経歴証明の資料が提出されなければ岬を議員辞職させると発言するほどの事態にまで発展していた。この影響で岬は広沢の選挙事務所に姿を見せず、選挙期間中は他県の候補者の応援に入った。減税日本代表の河村たかしの周辺は「岬さんが本格的に協力していれば、選挙運動で活動できるスタッフは単純に増えた」とのちの取材で答えている。
7月10日投開票。伊藤が得票数391,757票・順位4位で逃げ切り、再選を果たした。伊藤は愛知県選挙区で初めて2期目の当選を果たした女性となった。同年8月の党役員人事で副代表および役員室長を退任し、組織委員長に就任。
2024年10月、党参議院国会対策委員長に就任。同年12月11日、党広報委員長就任。

## 政策・主張

### 憲法
- 憲法改正について、2016年の朝日新聞社のアンケートで「反対」と回答[38]。2022年のNHKのアンケートで「どちらとも言えない」と回答[39]。
- 9条改憲について、2016年の毎日新聞社のアンケートで「反対」と回答[40]。2022年の毎日新聞社のアンケートで、選択肢以外の回答をした[41]。9条への自衛隊の明記について、2022年のNHKのアンケートで「どちらとも言えない」と回答[39]。
- 憲法を改正し緊急事態条項を設けることについて、2022年のNHKのアンケートで「どちらとも言えない」と回答[39]。

### 外交・安全保障
- 「他国からの攻撃が予想される場合には先制攻撃もためらうべきではない」との問題提起に対し、2016年の朝日新聞社のアンケートで「どちらかと言えば反対」と回答[38]。
- 敵基地攻撃能力を持つことについて、2022年のNHKのアンケートで「賛成」と回答[39]。
- 「北朝鮮に対しては対話よりも圧力を優先すべきだ」との問題提起に対し、2016年の朝日新聞社のアンケートで「どちらかと言えば反対」と回答[38]。
- 安全保障関連法の成立について、2016年の毎日新聞社のアンケートで「廃止すべき」と回答[40]。
- 普天間基地の辺野古移設について、2016年の毎日新聞社のアンケートで「反対」「国外に移設すべき」と回答[40]。2022年の毎日新聞社のアンケートで「どちらかと言えば賛成」と回答[41]。
- ロシアは2022年2月24日、ウクライナへの全面的な軍事侵攻を開始した[42]。日本政府が行ったロシアに対する制裁措置についてどう考えるかとの問いに対し、2022年のNHKのアンケートで「さらに強めるべきだ」と回答[39]。同年の毎日新聞社のアンケートで「制裁をより強めるべきだ」と回答[41]。
- 2022年6月7日、政府は経済財政運営の指針「骨太方針」を閣議決定した。NATO加盟国が国防費の目標としている「GDP比2％以上」が例示され、防衛力を5年以内に抜本的に強化する方針が明記された[43]。「防衛費を今後どうしていくべきだと考えるか」との問いに対し、2022年のNHKのアンケートで「ある程度増やすべき」と回答[39]。
- 徴用工訴訟問題や慰安婦問題などをめぐり日韓の対立が続くなか、関係改善についてどう考えるかとの問いに対し、2022年の毎日新聞社のアンケートで「韓国政府がより譲歩すべきだ」と回答[41]。

### ジェンダー
- 選択的夫婦別姓制度の導入について、2016年の朝日新聞社のアンケートで「どちらかと言えば賛成」と回答[38]。2022年のNHKのアンケートで「賛成」と回答[39]。
- 同性婚を可能とする法改正について、2016年の朝日新聞社のアンケートで「どちらかと言えば賛成」と回答[38]。2022年のNHKのアンケートで「賛成」と回答[39]。
- クオータ制の導入について、2016年の朝日新聞社のアンケートで「どちらかと言えば賛成」と回答[40]。2022年のNHKのアンケートで「賛成」と回答[39]。

### 福祉・医療
- ヤングケアラーの支援策を検討する自民・公明・国民民主3党の実務者協議が2022年4月27日から開催され、自民党の田村憲久・元厚生労働大臣、公明党の伊藤孝江・参議院議員との協議に、国民民主党から出席。ヤングケアラーの支援を強化するため、法制化も含めて検討することで一致。実務者協議で取りまとめた方針文書を、同年6月8日に3党の幹事長に報告し、了承された[44][45][46][47][48]。ヤングケアラー支援法(子ども・若者育成支援推進法)に関しては、2024年6月5日に参議院を可決、6月12日に公布日施行された。
- 熊本市の慈恵病院が2021年12月に、10代の女性の「内密出産」を国内で初めて実施したことを、参議院予算委員会で取り上げ、病院が母親の名前を書かずに出生届を提出した場合、罪に問われる可能性について政府の見解をただし、岸田総理から、違法ではないとの見解を初めて引き出した。また、古川禎久法務大臣からは、内密出産が実施された場合の戸籍の作成について、ガイドラインを作成する考えを引き出した[49][50][51][52]。
- 不妊治療の支援や更年期障害、学校での月経教育等、多岐にわたる生理をめぐる課題に関して、委員会での質問や、超党派ママパパ議員連盟での勉強会を通じ、先駆的に取り組んできた。また、他国で生理政策を主体的に進めた議員にアクセスすることで、レポートをまとめ、各党に働きかけた。その結果、生理政策が政府の骨太の方針（経済財政運営と改革の基本方針）にも書き込まれるに至った[53][54][55][56]。
- 生殖補助医療法（生殖補助医療の提供等及びこれにより出生した子の親子関係に関する民法の特例に関する法律）を議員立法として発議し、成立させた。伊藤は、法案提出理由について、生殖補助医療の提供等に関し、基本理念や法的根拠、国や医療関係者の責務を定め、第三者提供の卵子や精子を用いた生殖補助医療によって出まれた子どもの親子関係の不安定さを解消するため、民法の特例を定める必要がある、と述べている[57][58]。
- 読書バリアフリー法（視覚障がい者などの読書環境の整備の推進に関する法律）を議員立法として草案を提出し、成立させた。伊藤は、法案提出理由について、視覚障がいや発達障がい、読み書き障がいや肢体不自由の方々に、より良い読書環境を整備する取り組みを総合的かつ計画的に進めるため、と述べている[57][58][59]。

### その他
- 永住外国人への地方参政権付与について、2016年の朝日新聞社のアンケートで「どちらとも言えない」と回答[38]。
- 首相の靖国神社参拝について、2016年の朝日新聞社のアンケートで「どちらかと言えば反対」と回答[38]。
- 「治安を守るためにプライバシーや個人の権利が制約されるのは当然だ」との問題提起に対し、2016年の朝日新聞社のアンケートで「反対」と回答[38]。
- 「原子力発電所は日本に必要だと思うか」との問いに対し、2016年の毎日新聞社のアンケートで「当面は必要だが、将来的には廃止すべきだ」と回答[40]。
- 2016年の米国大統領選挙について「ドナルド・トランプとヒラリー・クリントンのどちらを支持するか」との問いに対し、2016年の毎日新聞社のアンケートで「どちらとも言えない」と回答[40]。
- 2016年2月8日、高市早苗総務大臣は、放送局が政治的公平性を欠く放送を繰り返した場合、放送法4条違反を理由に電波停止を命じる可能性に言及した[60][61]。安倍晋三首相は2月15日の衆議院予算委員会で野党の批判に反論し、高市の発言を擁護した[62]。政府の姿勢をどう思うかとの問いに対し、2016年の毎日新聞社のアンケートで「問題だ」と回答[40]。
- 国会議員の被選挙権年齢の引き下げについて、2022年の毎日新聞社のアンケートで「賛成」と回答[41]。

## 所属委員会

### 2024年2月2日以降の所属委員会
- 文教科学委員会（理事）[63]
- 予算委員会[63]
- 国民生活・経済及び地方に関する調査会（理事）[63]

### 2024年2月2日以前の所属委員会
- 総務委員会[64]
- 経済産業委員会[64]
- 議院運営委員会[64]
- 政治倫理の確立及び選挙制度に関する特別委員会[64]
- 地方創生及び消費者問題に関する特別委員会（理事）[64]
- 消費者問題に関する特別委員会[64]
- 憲法審査会[64]
- 予算委員会[64]
- 決算委員会（理事）[64]
- 東日本大震災復興特別委員会（理事）[64]
- 国際経済・外交に関する調査会[64]

## 所属議員連盟
- 超党派ママパパ議員連盟（呼びかけ人、事務局長）[6]
- 生殖補助医療の在り方を考える議員連盟（呼びかけ人、事務局長）[6]
- 超党派ネット社会におけるプライバシーの在り方を考える議員連盟（呼びかけ人、事務局長）
- 超党派議会におけるリボルビングドア推進議員連盟（呼びかけ人、事務局長）

## 人物

### 公職選挙法違反の疑い
2021年10月の衆院選の選挙期間中、大阪19区から自民党公認で立候補した谷川とむ、茨城6区から自民党公認で立候補した国光文乃、伊藤の3人がフェイスブックに有料のインターネット広告を出していた。伊藤は候補者ではなかったが、同年10月13日から31日にかけて、茨城、愛知、長崎の選挙区から立候補した候補者3人について、現地に応援に訪れた際の様子や候補者の人柄を紹介する広告を出した。フェイスブックの運営会社のMetaは、選挙や政治に関連する広告についてその費用や支出元などの情報を公開しており、同年12月には朝日新聞は当該公開情報をもとに公職選挙法抵触の疑いがあると報じた。伊藤、谷川、国光、いずれも刑事事件には発展しなかった。

### 2025年の参院選への対応
2025年の第27回参議院議員通常選挙に向け、国民民主党の玉木雄一郎代表と榛葉賀津也幹事長は元衆議院議員の山尾志桜里と面会し、出馬要請した。山尾は「悩み抜いた末、この大事なタイミングで党と国家に貢献できるなら微力を尽くしたいと考えるに至り」（当人の証言）、要請を受諾。同年4月22日、山尾が比例区から出馬する意向を固めたことが報道により明らかとなった。ところが報道後、山尾の元々の地盤である愛知県の党支部に「不倫相手の妻が亡くなっているんだぞ。後援会を脱会する」「サポーターを辞める」などの声が殺到した。実際に愛知では脱退者が相次いだ。伊藤は党を守るため、旧民主党の候補者公募で自身を面接し、2016年の参院選に推挙した山尾を切る方向に動いた。
公認決定に当たり、党と山尾が取り交わした確認書は入念に裏面も印刷されていた。裏面に記された「愛知県内に選挙事務所を設置しない」「愛知7区内の名簿を使用しない。7区内の関係者に協力依頼や働きかけをしない」「愛知県での記者会見、メディア等への出演、取材依頼等には一切応じない」「愛知県内で行われる党公認候補の集会等には参加しない」などの条件を山尾はのみ、党は公認を決定した。複数のメディアはこれらの要求は伊藤の意向によるものと報じており、山尾自身も「（記事内容は）おおよそ私の事実認識とあっている」と明かした。広報委員長として党のネット・SNS戦略を仕切っていた伊藤は「擁立発表後、党公式YouTubeの再生回数が激減した。このままでは、参院選でも大敗する」との分析を玉木に報告し、「私（党）を取るか、志桜里さんを取るか」と二者択一を迫った。玉木は2カ月間粘ったが、6月11日に山尾の公認を取り消した。山尾は公示2日前の7月1日に東京都選挙区から無所属で立候補する意向を表明し、投開票の結果落選した。

### その他
- 母親の出身地である岐阜県の下呂市の「下呂温泉病院」で生まれ、幼少期（0〜6歳）を名古屋市、小学校から大学まで犬山市で過ごす[要出典]。
- 子供は娘2人[75][6]。議員活動と育児を並行し、議員会館の自身の執務室に「キッズスペース」を設けて幼児向けジャングルジムを設置している[76]。
- 「お見合いばばあ」と称されるほどに人の縁結びを得手だと述べる[77]。友人ら男女17組を引き合わせて結婚に導いたという[78]。
- リクルートでメディアバイイングや「ゼクシィ」や「SUUMO」などのコミュニケーションデザイン、CM制作を担当した[6]。
- 事務所公式マスコットキャラクター「うさぎのたーたん」と、国民民主党公認キャラクター「こくみんうさぎ」を描いたのは、リクルート時代の伊藤の後輩である[要出典]。
- 骨髄バンクにドナー登録している[79]。
- 身長は171.5cm[80]。173cmあったはずの身長が縮んだ[80]。夫は伊藤より身長が10センチ低い[6]。
- 中高大の同級生に元CBCアナウンサーの大橋麻美子がいる[81]。

## 出演
- 加藤浩次vs政治家〜政治の面白いところ集めました〜（フジテレビ、2017年11月5日）[82]
- zero選挙 Update the world SDGsで #日本をアップデート（日本テレビ、2021年10月31日）[83]
- テレメンタリー2022「女性議員が増えない国で」オトコ社会の選挙に挑んだ記録〜「ママでもできる」つらぬいたワケ（テレビ朝日、2022年7月23日）[84]

## 選挙歴
| 当落 | 選挙                     | 執行日         | 年齢 | 選挙区       | 政党       | 得票数     | 得票率 | 定数 | 得票順位 /候補者数 | 政党内比例順位 /政党当選者数 |
| ---- | ------------------------ | -------------- | ---- | ------------ | ---------- | ---------- | ------ | ---- | ------------------ | ---------------------------- |
| 当   | 第24回参議院議員通常選挙 | 2016年07月10日 | 41   | 愛知県選挙区 | 民進党     | 51万9510票 | 15.84% | 4    | 4/9                | /                            |
| 当   | 第26回参議院議員通常選挙 | 2022年07月10日 | 47   | 愛知県選挙区 | 国民民主党 | 39万1757票 | 12.65% | 4    | 4/17               | /                            |